# Okec

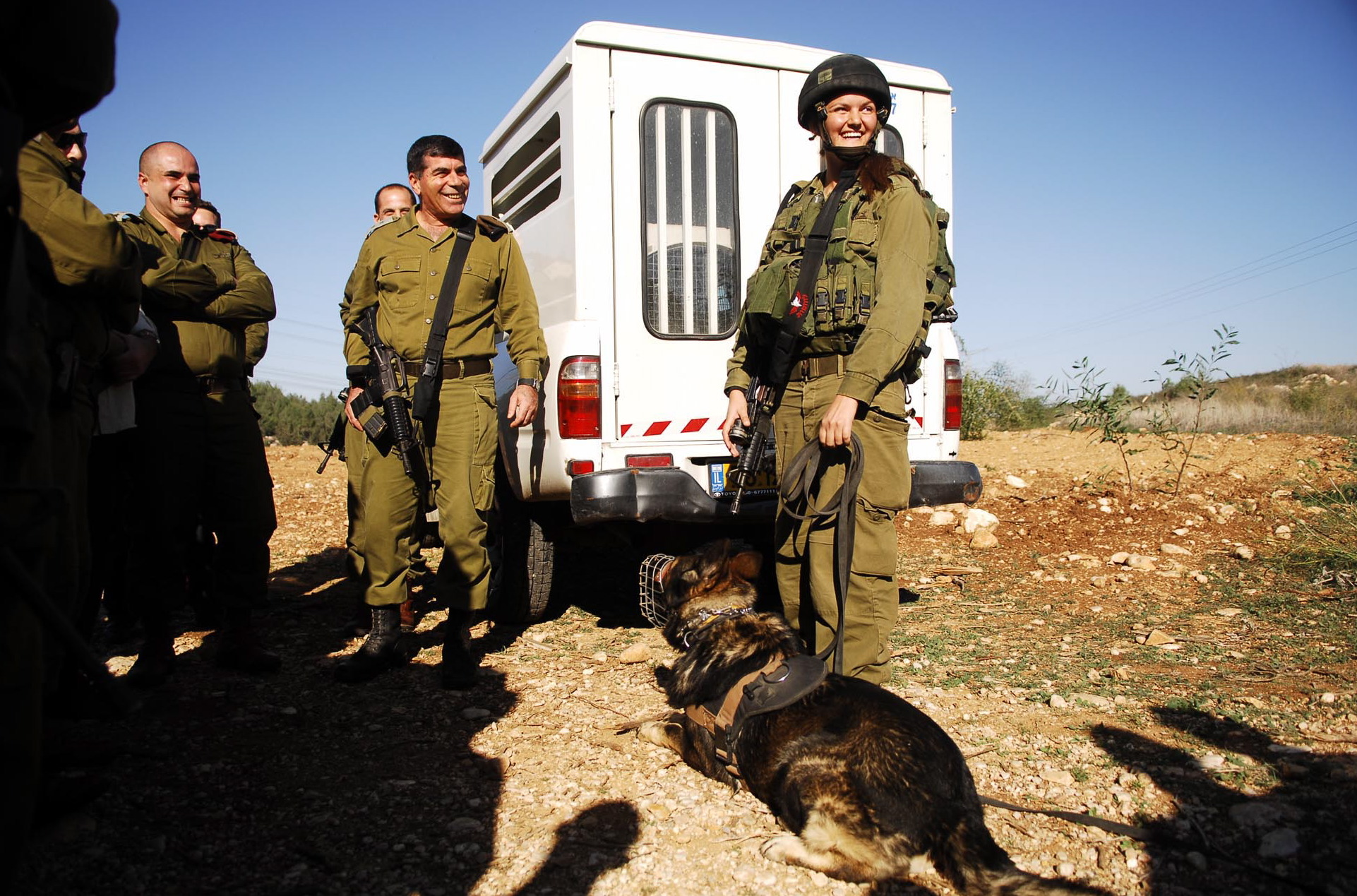

Okec (hebrejsky: עוקץ), také nazývaná K-9, je zvláštní jednotka Izraelských obranných sil (IOS) zaměřená na výcvik psů pro armádní účely v Izraeli.

## Historie
Okec byla založena v roce 1939 jako součást Hagany. Původně byli psi v této jednotce trénovaní pouze pro zneškodňování únosců. Postupem doby se ale výcvik a využití psů specializoval.

### Specializace
Psi v Okec jsou cvičeni pro mnoho specializací a terénů. Využívají se jak v městských oblastech tak v oblastech venkovských (velké použití zaznamenali např. při operacích v Libanonu). Dále příslušníci K-9 plní úkoly při sledování a pronásledování osob či střežení hranic, při pátrání po zbraních a výbušninách či při záchranných a pátracích akcích (vyhledávání zavalených či pohřešovaných osob).
Příslušníci Okec jsou obvykle přiřazováni k dalším jednotkám, u kterých plní specifické úkoly. Ačkoliv nepatří k Výsadkovým brigádám IOS, nosí příslušníci Okec červené barety a jsou vyřazováni na velitelství Výsadkových brigád.

## Psi
V Okec se nejčastěji používají Belgický ovčák (Malinois) pro jeho inteligenci, aktivitu, všestrannost a věrnost pánovi. kromě Belgického ovčáka se v Okec požívají i němečtí ovčáci a rottweileři. V Okec psi slouží 6 let a poté jsou jako vysloužilí umístěni u bývalých příslušníků jednotky.
Od roku 2002 psi z Okec zabránili minimálně 200 sebevražedným útokům. Pes z Okec, který zahyne při plnění povinností má nárok na vojenský pohřeb.

## Kontroverze
Existence Okec byla v Izraeli kritizována, neboť podle mínění některých Židů používání vojenských psů připomíná praxi používanou nacistickým Německem.